# Tiago Manuel Dias Correia
Tiago Manuel Dias Correia (nascut el 12 de juliol de 1990), més conegut pel seu sobrenom Bebé, és un futbolista professional que juga d'extrem o de migcampista ofensiu a la UE Eivissa. Nascut a Portugal, i antic internacional portuguès juvenil a nivell sub-21, representa la selecció de Cap Verd.
Abandonat pels seus pares a una edat jove, Bebé va créixer en un refugi per a persones sense sostre prop de Lisboa. Va començar la seva carrera futbolística com a amateur amb el Loures, abans d'unir-se a Estrela da Amadora el 2009. Un any més tard, va ser fitxat pel Vitória de Guimarães, però es va transferir gairebé immediatament al Manchester United FC per una quota d'uns 7 milions de lliures, tot i que l'entrenador Alex Ferguson va admetre que mai l'havia vist jugar.
Incapaç de fer una bona impressió al primer equip del Manchester United, va estar cedit amb el Beşiktaş turc i va tornar a Portugal amb el Rio Ave FC i el Paços de Ferreira, abans d'unir-se definitivament al Benfica el juliol de 2014. Després de cessions a Espanya amb el Còrdova i el Rayo Vallecano, es va incorporar a l'Eibar el juliol del 2016. Va tornar al Rayo Vallecano el gener del 2018, amb un altre període de cessió. L'agost de 2018, es va incorporar al Rayo amb un contracte permanent. Va tenir un període cedit al Saragossa la temporada 2022-23.

## Primers anys
Bebé és fill d'immigrants capverdians i és el quart jugador d'ascendència capverdiana que s'incorporà al Manchester United; els altres són l'extrem internacional portuguès Nani, el lateral esquerre internacional francès Patrice Evra i l'ex internacional suec Henrik Larsson. El seu germà gran li va donar el seu sobrenom, que significa 'nadó' en portuguès.
Bebé va ser abandonat de petit pel seu pare Francisco i la seva mare Deolinda. Va ser criat per la seva àvia en un suburbi de Lisboa, fins als 12 anys, quan un tribunal el va posar a càrrec de l'església. Es va traslladar al refugi Casa do Gaiato de Santo Antão do Tojal, 20 anys km fora de Lisboa. Durant la seva estada allà, ell i set residents més del refugi van ser convidats a jugar amb l'equip CAIS al Festival Europeu de Futbol de Carrer de 2009 a la ciutat bosniaca de Foča. Tot i que Bebé va marcar quatre gols en sis partits, el CAIS no va avançar més enllà de la segona fase de grups del torneig.
Va ser considerat per a la selecció per a la selecció nacional de persones sense llar després de la seva actuació a l'European Street Football Festival, però finalment no va jugar al torneig.

## Carrera de club

### Carrera inicial
Després d'haver jugat anteriorment al Loures amateur, Bebé va ser fitxat per l'Estrela da Amadora de Segona Divisão l'estiu del 2009. Considerat el jugador estrella del club, va acabar la temporada amb quatre gols en 26 partits de lliga. No obstant això, Estrela es va veure afectat per problemes financers i el va oferir per Europa per 125.000 lliures, però no va trobar compradors. El seu antic agent, Gonçalo Reis, va revelar que Bebé es va oferir al PSV Eindhoven de manera gratuïta el maig del 2010, però el PSV va rebutjar l'oferta perquè no sabia res del jugador. A mesura que la seva situació va empitjorar, van deixar de pagar-li el sou, per la qual cosa va trencar el seu contracte i va fitxar pel Vitória de Guimarães l'estiu del 2010, amb un traspàs gratuït. El seu contracte amb el Guimarães al principi incloïa 3 euros milions de clàusula de rescissió, però es va incrementar a 9 euros milions després de les seves actuacions als partits de pretemporada. Va acabar amb cinc gols en sis partits amistosos.

### Manchester United

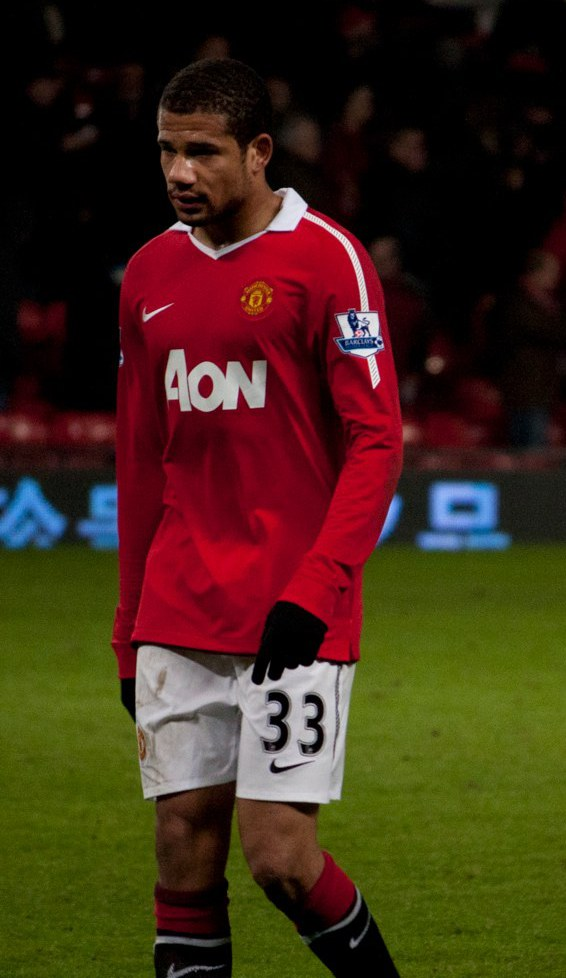
Bebé jugant al Manchester United FC el 2011

L'11 d'agost de 2010, només cinc setmanes després de fitxar pel Vitória de Guimarães, el Manchester United va acordar amb el club portuguès el traspàs de Bebé. Es va informar que la tarifa era d'uns 7,4 milions de lliures, que es creu que era el valor de la clàusula de compra del contracte del jugador, encara que els informes a Portugal van afirmar més tard que la tarifa era de 9 milions d'euros, dels quals l'empresa agent GestiFute en va rebre 3,5 milions i el club va rebre 5,5 milions, ja que la propietat de tercers estava permesa a Portugal. També es va informar que el Reial Madrid i el Benfica estaven interessats en ell. Ferguson només el va conèixer el dia abans del traspàs, després que el seu antic ajudant Carlos Queiroz li recomanés de comprar-lo. El 12 d'agost, David Gill va anunciar que Bebé no seria cedit; en canvi, treballaria amb la plantilla del primer equip per demostrar la seva vàlua i per aprendre anglès. El traspàs es va completar el 16 d'agost, després de l'assistència mèdica de Bebé i la presentació de la documentació corresponent, i es va donar a conèixer als mitjans de comunicació en una roda de premsa l'endemà, juntament amb els nous fitxatges Javier Hernández i Chris Smalling. L'any 2012 es va informar que la policia portuguesa estava investigant el trasllat com a part dels procediments anticorrupció. La policia va interrogar l'antic agent de Bebé, Reis, i el seu actual agent Mendes.
El 6 de setembre, va ser anunciat com a part de la plantilla de 25 jugadors del Manchester United per jugar a la Lliga de Campions. El 22 de setembre, Bebé va debutar al Manchester United quan va substituir Park Ji-Sung al minut 74 d'una victòria fora de casa per 5-2 sobre el Scunthorpe United a la tercera ronda de la Copa de la Lliga. El 2 d'octubre, va debutar a la Premier League, substituint Anderson al minut 80 en el seu empat 0-0 contra el Sunderland. La seva primera sortida va ser contra el Wolverhampton Wanderers a la quarta ronda de la Copa de la Lliga el 26 d'octubre, marcant el seu primer gol en el procés, el primer del United en una victòria a casa per 3-2. El seu primer gol a la Lliga de Campions va arribar al seu debut a la competició, marcant l'últim gol de la victòria per 3-0 fora contra el Bursaspor el 2 de novembre. El 19 de febrer de 2011, Bebé va jugar els 90 minuts complets en una victòria a casa per 1-0 contra el Crawley Town, a la cinquena ronda de la FA Cup.

#### Beşiktaş (cessió)
El 16 de juny de 2011, el Beşiktaş turc va fitxar Bebé en un contracte de cessió d'una temporada, amb l'opció de fer una compra permanent per 2 milions de lliures. No obstant això, va patir una lesió al lligament creuat mentre estava amb la selecció portuguesa sub-21 que el va mantenir apartat durant sis mesos. Bebé va tornar d'una lesió i va debutar amb el Beşiktaş en el partit de la Süper Lig contra l'İstanbul Belediyespor el 26 de març de 2012, va sortir de la banqueta i va substituir Mustafa Pektemek al minut 76 d'un partit que acabaria en empat 2-2. L'abril de 2012, Bebé va ser expulsat de l'equip del Beşiktaş després de trencar el toc de queda de l'equip i romandre fora de casa fins a primera hora de la matinada.

#### Rio Ave (préstec)
Després de deixar el Beşiktaş, Bebé va ser seleccionat per a la gira de pretemporada del Manchester United. En el seu primer partit, va marcar una volea en el temps de descompte per salvar un empat per al Manchester United. No obstant això, no va poder entrar a l'equip per a la temporada següent, i el 27 de desembre de 2012, el Rio Ave portuguès va confirmar que rebia Bebé cedit. El préstec va ser confirmat pel Manchester United l'1 de gener de 2013.
El 9 de gener, Bebé va debutar a la Taça da Liga i va marcar l'únic gol de la victòria per 1-0 contra el Marítimo al minut 74 per classificar-se per a la fase eliminatòria. La seva primera aparició a la Lliga amb el Rio Ave va ser contra l'Olhanense, on va sortir de la banqueta de substitució durant els 30 minuts restants del partit. La seva primera sortida amb el conjunt portuguès va ser contra Gil Vicente, on va jugar 85 minuts abans de ser substituït per Ahmed Hassan. Després va jugar els 90 minuts complets d'un partit contra el seu antic equip, el Vitória de Guimarães, que el Vitória va guanyar per 3–1. Bebé va fer la seva primera assistència al Rio Ave davant el Marítimo, dos minuts abans del descans. Després va jugar 75 minuts en una victòria per 2-1 de Rio Ave contra l'Sporting CP abans de marcar el seu segon gol al club contra l'Académica als 55 minuts, que va resultar ser el gol de la victòria. Després d'això, no va trobar la xarxa malgrat que va començar sis dels últims set partits de Rio Ave. Va expressar el desig de fer permanent la seva estada a Portugal, al·legant que no va rebre suport a Anglaterra.

#### Paços de Ferreira (cessió)
El 2 de setembre de 2013, Bebé va tornar a Portugal per una altra cessió, aquesta vegada amb el Paços de Ferreira fins al final de la temporada. Va debutar el 14 de setembre, contra el Benfica, marcant els seus primers gols en una victòria per 4-3 fora del Marítimo 10 dies després. Va estar en una forma impressionant al març, marcant sis gols en sis partits. Va marcar dos gols en l'últim partit de la temporada, una derrota per 4–2 contra l'Acadèmica, que va provocar que el seu equip entrés en un play-off de descens. En aquest play-off, contra el CD Aves, Bebé va marcar el primer gol de la victòria per 3-1 del seu equip el 21 de maig, per acabar la temporada amb 14 gols.

### Benfica

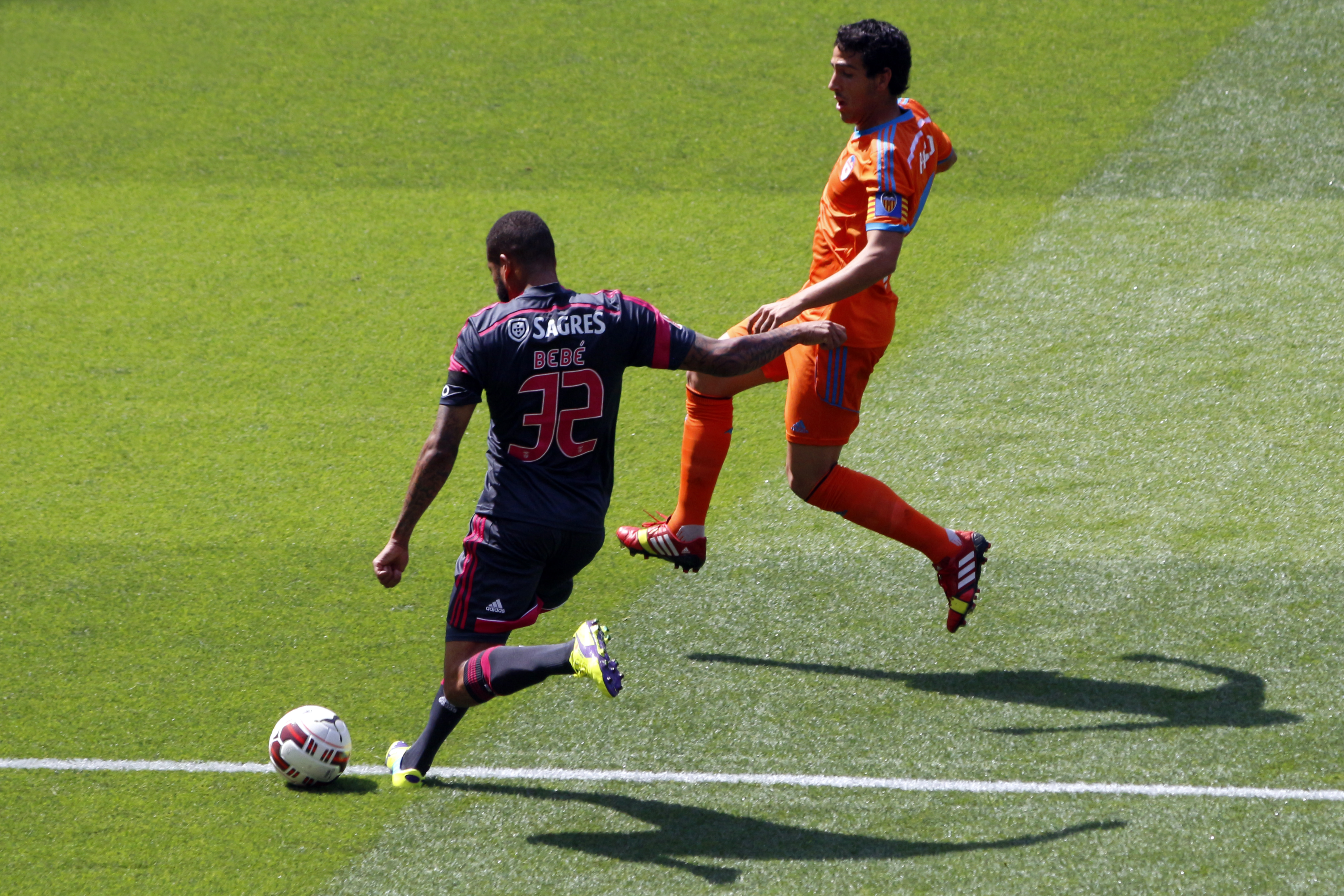
Bebé jugant al Benfica a la Copa Emirates 2014

El 25 de juliol de 2014, es va confirmar que Bebé havia fitxat pel campió portuguès Benfica amb un contracte de quatre anys, per una tarifa que es rumorejava que era de 3 milions d'euros més el 50% de qualsevol comissió de venda futura. El 10 d'agost, va ajudar el Benfica a guanyar la Supercopa de 2014 en una tanda de penals. El 21 de desembre de 2014, va debutar amb el Benfica a Primeira Liga en una victòria a casa per 1-0 contra Gil Vicente, substituint Jonas durant els últims 25 minuts.

#### Còrdova (cessió)
El 9 de gener de 2015, Bebé va fitxar pel club espanyol Córdoba amb un contracte de cessió fins al final de la temporada. Va debutar amb l'equip espanyol a la primera divisió tres dies després en una victòria per 1-0 al Rayo Vallecano, sense marcar en 18 partits en una temporada que va acabar amb el descens.

#### Rayo Vallecano (cessió)
El 10 de juliol de 2015, Bebé es va incorporar al Rayo Vallecano en una cessió d'un any. Va debutar-hi el 22 d'agost de 2015, en un empat sense gols contra el València al Camp de Futbol de Vallecas, i va marcar el seu primer gol amb l'equip madrileny el 26 de setembre de 2015, en una eventual derrota per 3-2 contra el Sevilla. Van baixar al final de la temporada.

### Eibar
El 12 de juliol de 2016, Bebé va signar un contracte de quatre anys amb l'Eibar, també a la màxima categoria espanyola. Va debutar el 19 d'agost, ja que la temporada va començar amb una derrota per 2-1 contra el Deportivo de La Corunya i va marcar el seu primer gol el 24 de setembre, per concloure una victòria a casa per 2-0 contra la Reial Societat basca. Va tornar al Rayo Vallecano el gener del 2018, cedit fins a final de temporada.

### Retorn al Rayo Vallecano
El 31 d'agost de 2018, Bebé va tornar al Rayo amb un contracte indefinit, després de pactar un contracte de tres anys. Va patir una greu lesió al genoll durant un partit contra la Ponferradina el 26 d'octubre de 2019, i no va poder jugar durant més d'un any fins que va tornar contra el Fuenlabrada el 29 d'octubre de 2020.

#### Saragossa (cessió)
El 31 de gener de 2023, després de ser utilitzat poques vegades durant la temporada 2022-23, Bebé va ser cedit al Reial Saragossa de segona divisió fins al juny.

## Palmarès
Benfica
- Primera Lliga: 2014–15[58]
- Supertaça Cândido de Oliveira: 2014[59]

Rayo Vallecano
- Segona Divisió: 2017–18